# Jawad Al-Khoei
Seyyed Jawad Al-Khoei (arabisch جواد الخوئي Dschawad al-Chui; geboren Dezember 1980 in Nadschaf, Irak) ist ein schiitischer Geistlicher. Er ist der Generalsekretär der Internationalen al-Chui-Stiftung mit Sitz in London. Er hat schiitische islamische Theologie an der Al-Kadhem-Universität in Ghom, Iran, studiert. Er ist ein Enkel von Abu l-Qasim al-Choei, einem der einflussreichsten Großajatollahs der schiitischen Welt. Sein Vater und mehrere Familienmitglieder wurden 1994 durch das irakische Baath-Regime ermordet.
Er war einer der 138 Unterzeichner des offenen Briefes Ein gemeinsames Wort zwischen Uns und Euch (engl. A Common Word Between Us & You), den Persönlichkeiten des Islam an „Führer christlicher Kirchen überall“ (englisch: Leaders of Christian Churches, everywhere …) sandten (13. Oktober 2007).

## Video
- Jawad Al-Khoei im Interview auf YouTube mit Nadim Nassar von der Awareness Foundation